# Philipp Bonadimann
Philipp Bonadimann, né le 24 juillet 1980, est un skieur alpin autrichien ayant participé à deux Jeux paralympiques d'hiver et remporté trois médailles dans des épreuves assises pour l'Autriche aux Jeux paralympiques d'hiver de 2010. Il fait ses débuts en ski en 2005 et en plus du ski, il participe à des compétitions de vélocimane. Bonadimann représente l'Autriche aux Jeux paralympiques d'hiver de 2010 et 2014 et est le porte-drapeau de son pays lors de la cérémonie d'ouverture des Jeux de 2014 à Sotchi,.